# エルベール1世 (メーヌ伯)
エルベール1世（Herbert Ier, comte du Maine, 990/1000年 - 1035年4月13日）は、メーヌ伯（在位：1017年 - 1035年）。「番犬（フランス語：Éveille-Chien, 英語：Wakedog）」と呼ばれた。波乱に満ちた生涯を送ったが、初期の勝利がその後の衰退の一因となったともみられる。

## 生涯
エルベール1世はメーヌ伯ユーグ3世の息子で、父の跡を継いでメーヌ伯となった。隣領のアンジュー伯フルク3世の名目上の家臣であった時期もあったが、それ以外は独立を自認し、南方のアンジュー伯家からの侵攻に絶えず抵抗しなければならなかったことから「番犬」というあだ名が付けられた。1017年に伯位に就いて以来、エルベール1世はル・マン司教アヴェゴー・ド・ベレームとほぼ絶えず戦争状態にあった。
1016年、エルベール1世はフルク3世と同盟を結び、ブロワ伯ウード2世との戦いに臨んだ。7月6日、ウード2世はモントリシャール要塞への攻撃に向けて進軍中であった。これを知ったフルク3世とエルベール1世は、2つの接近路を遮断するために軍を分割した。ウード2世はフルク3世率いるアンジュー伯の軍勢と激突し、ポンルヴォワの戦いとして知られる戦いに突入した。ウード2世軍の優勢は続き、フルク3世自身も落馬し、殺されるか捕らえられる危険にさらされていたが、エルベール1世にはすぐに駆けつけるよう伝令が送られていた。
エルベール1世はウード2世軍の左翼を攻撃し、大混乱に陥れた。ウード2世軍の騎兵は敗走し、歩兵は惨殺された。ウード2世は敗北し、その後10年近くフルク3世に再挑戦することができなかった。この戦いによりエルベール1世は戦士としての名声を確立したが、同時にフルク3世とエルベール1世の関係は悪化していった 。

メーヌ伯領

ル・マン司教アヴェゴーとの争いは再び激化し、1025年、エルベール1世はドゥノーにある司教の城を夜襲した。アヴェゴーは兄のギヨーム・ド・ベレームの庇護のもとに逃亡した。司教はエルベール1世を破門し、その後もエルベール1世との争いを続けた。破門が解除され、両者の間に平和が回復して間もなく、エルベール1世は再び司教領への襲撃を開始した。今度は、ブルターニュ公アラン3世の協力を得て、ル・フェルテにある司教の城を襲撃し、この城も陥落させた。
1025年3月7日、フルク3世はサントを聖職禄として与えると約束し、エルベール1世をサントに誘い込んだ。エルベール1世は捕らえられ、連合軍が釈放を求めるまで2年間投獄された。捕虜の間にフルク3世はメーヌ伯領を掌握し、エルベール1世を伯領に返す前に、いくつかの要塞を含むメーヌ伯領南西部の領土を占領し、それらをアンジューに併合した。エルベール1世が解放されたのは、完全に屈辱を受けた後のことだった。
エルベール1世の治世下、メーヌ伯領は衰退した。これは、フルク3世の同盟者であった司教アヴェゴーとの戦争と、エルベール1世自身の投獄によるところが大きい。エルベール1世はサブレ城を建設したが、1015年までに何らかの理由で、メーヌ副伯の支配下にある独立した領主領とすることを許していた。同様に、11世紀初頭に建設されたシャトー＝デュ＝ロアールも、すぐに独立した城主の支配下に入った。
ル・マンでは10世紀を通して、ラテン語のモットー「Gratia dei rex（神の恵みにより）」のみが刻まれた簡素な貨幣がメーヌ伯の下で鋳造されていたが、1020年から1030年の間には、エルベール1世のモノグラムとモットー「signum Dei vivi（生ける神のしるし）」が刻まれた貨幣が鋳造され、このデザインは12世紀まで引き継がれた。ル・マンの貨幣は重量と品質が非常に優れていたため、西フランスで最も広く流通していた貨幣の一つであった。エルベール1世は1035年4月13日に亡くなった。

## 子女
エルベール1世には4子がいた。
- ユーグ4世（1051年没） - メーヌ伯。ブロワ伯ウード2世の娘ベルト・ド・ブロワと結婚[17]。
- ガルサンド（1030年頃 - 1071年以降） - 最初にティボー3世（ブロワ伯ウード2世の息子）と結婚したが、1048年に離婚した。その後アルベルト・アッツォ2世・デステと再婚した[17]。1069年、アルベルト・アッツォ2世との息子ユーグ5世がノルマン人の支配からメーヌ伯領を奪還した。
- ポール[注釈 2] - ラ・フレーシュ領主ジャン・ド・ボージャンシーと結婚した。息子エリー1世は従兄弟ユーグ5世の跡を継いでメーヌ伯となった[18] 。
- ビオタ（1063年没） - ヴェクサン伯ゴーティエ3世と結婚[17]。ゴーティエ3世は、ユーグ4世の息子である甥のエルベール2世の死後、短期間メーヌ伯領を支配したが、その後ゴーティエ3世とビオタの両者はおそらく毒殺され、ウィリアム征服王が伯領を占領した[19]。